# Hoyt Lakes
Hoyt Lakes is een plaats (city) in de Amerikaanse staat Minnesota, en valt bestuurlijk gezien onder St. Louis County.

## Demografie
Bij de volkstelling in 2000 werd het aantal inwoners vastgesteld op 2082.
In 2006 is het aantal inwoners door het United States Census Bureau geschat op 1971, een daling van 111 (-5.3%).

## Geografie
Volgens het United States Census Bureau beslaat de plaats een oppervlakte van
150,5 km², waarvan 145,2 km² land en 5,3 km² water.

## Plaatsen in de nabije omgeving
De onderstaande figuur toont nabijgelegen plaatsen in een straal van 28 km rond Hoyt Lakes.